# Vice-président de la république islamique d'Iran
La fonction de vice-président de la république islamique d'Iran (persan: معاون رئیس‌جمهور ایران, M'avân-e Renisjimhur-e Iran) est une fonction de la République islamique d'Iran définie par l'article 124 de la Constitution iranienne. Les gouvernements iraniens depuis la révolution islamique compte plusieurs vice-présidents.
Le plus important d'entre eux est le premier vice-président de la république (en persan : معاون‌اول), qui conduit les réunions du gouvernement en l'absence du président et assure l'intérim présidentiel le cas échéant.
L'actuel premier vice-président est Mohammad-Reza Aref depuis le 28 juillet 2024.

## Fonctions
Les vice-présidents sont nommés par le président pour diriger une organisation liée aux affaires présidentielles. En août 2019, on compte 12 vice-présidents en Iran. 
Le nombre des vice-présidents varie en fonction des gouvernements. Certains titulaires de fonctions officielles ont d'office le titre de vice-président, tandis qu'autres accèdent à ce titre sur décision du président de la république islamique. 

### Fonctions automatiquement liées au titre de vice-président
- Directeur de l’Organisation de la Protection de l’environnement
- Directeur de l'Organisation de l'énergie atomique
- Directeur de l’Organisation de la Planification et du Budget
- Directeur de la Fondation des Martyrs et des vétérans de la guerre
- Président de la Fondation nationale des élites
- Directeur de l’Organisation de l’Administration et du Recrutement

### Vice-présidents nommés par le président
Depuis 1989, les présidents successifs ont attribué les postes de vice-président suivants :
- Vice-président chargé des affaires parlementaires (depuis 2009)
- Vice-président chargé des affaires juridiques (depuis 2009)
- Vice-président chargé des affaires exécutives (1989-1993; 1994-2001; 2005-2009; 2011-2017)
- Vice-président chargé des affaires internationales (2011-2013)
- Vice-président chargé de l'Économie (1993-1994 et depuis 2017)
- Vice-président chargé des femmes et des Affaires familiales (depuis 2013)
- Directeur de l’Organisation de l'administration et du recrutement (2009-2013)
- Vice-président chargé de la supervision et affaires stratégiques (2007-2014)
- Vice-président chargé du développement et les affaires sociales (1998-1999)

## Vice-présidents actuels
| Fonction                                                                                    | Titulaire               | Nommé              | Départ | Parti | Parti |
| ------------------------------------------------------------------------------------------- | ----------------------- | ------------------ | ------ | ----- | ----- |
| Directeur de l'Organisation de l'énergie atomique                                           | Mohammad Eslami         | 29 août 2021       |        |       |       |
| Directeur de l'organisation iranienne du patrimoine culturel, de l’artisanat et du tourisme |                         |                    |        |       |       |
| Directeur de l’Organisation de la Protection de l’environnement                             |                         |                    |        |       |       |
| Vice-président chargée des Affaires juridiques                                              | Mohamad Dahghan (fa)    | 1er septembre 2021 |        |       |       |
| Directeur de la Fondation des Martyrs et des vétérans de la guerre                          | Amir Hossein Ghazizadeh | 12 septembre 2021  |        |       |       |
| Vice-président chargé des Affaires parlementaires                                           | Mohammad Hosseini (en)  | 20 août 2021       |        |       |       |
| Président de la Fondation nationale des élites                                              |                         |                    |        |       |       |
| Directeur de l’Organisation de la Planification et du Budget                                | Masoud Mir-Kazemi       | 11 août 2021       |        |       | FSRI  |
| Vice-présidente chargée des Femmes et des Affaires familiales                               | Ansieh Khazali          | 1er septembre 2021 |        |       |       |
| Directeur de l’Organisation de l’Administration et du Recrutement                           | Meïsam Latifi (fa)      | 4 septembre 2021   |        |       |       |
| Vice-président chargé de l'Économie                                                         | Mohsen Rezaï            | 25 août 2021       |        |       |       |